# Ilja Brener
Ilja Brener (* 28. September 1989 in Moskau) ist ein deutscher Schachspieler.

## Leben
Die Familie zog 1992 nach Berlin. Brener lernte die Schachregeln im Alter von fünf Jahren und trat 1995 seinem ersten Verein bei. Trainiert wurde er von Holger Borchers, IM Jakob Meister und GM Sergei Kalinitschew.

## Erfolge
Im November 2003 gewann er in Graz die 1. Jugendmeisterschaft der Europäischen Union in der Kategorie U14. Im Juli 2004 gewann er mit der deutschen U18-Nationalmannschaft die Europameisterschaft in Belgrad, wobei er eine individuelle Goldmedaille für sein Ergebnis von 3,5 aus 5 am ersten Reservebrett erhielt. Im April 2005 wurde er deutscher Internetmeister U18. Bei der U18-EM im Juli 2006 in Balatonlelle wurde er mit der deutschen Nationalmannschaft Dritter. Hier erhielt er eine individuelle Silbermedaille für sein Ergebnis von 4,5 aus 6 am vierten Brett. Dreimal nahm er mit der deutschen Nationalmannschaft am Mitropa Cup teil (2005, 2006 und 2007), wobei die Mannschaft 2007 in Szeged eine Bronzemedaille erreichte. Er war Mitglied des C-Kaders der Deutschen Nationalmannschaft.
Als Jugendlicher spielte Brener bei sechs Berliner Vereinen, zuletzt beim SV „Glück Auf“ Rüdersdorf in der 2. Schachbundesliga Nord. In der Saison 2007/08 spielte er in der deutschen Schachbundesliga beim SK Zehlendorf. Seit der Saison 2013/14 spielt er für TuS Makkabi Berlin, zunächst in der Berliner Landesliga, in der Saison 2015/16 in der Oberliga Nord.
Seit Juni 2007 trägt er den Titel Internationaler Meister. Die Normen hierfür erzielte er im April 2004 bei einem IM-Turnier in Prag, im August 2006 beim First Saturday IM-B-Turnier in Budapest und im September 2006 beim Mitropa Cup in Brünn. Seine Elo-Zahl beträgt 2406 (Stand: Januar 2024), seine bisher höchste Elo-Zahl lag bei 2423 im April 2008.